# Hugo A. Katus
Hugo Albert Katus (* 30. November 1951 in Steinfeld) ist ein deutscher Kardiologe und Hochschullehrer. Er ist maßgeblich verantwortlich für die Entwicklung des Troponin-Tests und dessen Translation in die klinische Routine. Bis zum 1. Oktober 2020 war Hugo Katus ärztlicher Direktor der Klinik für Kardiologie, Angiologie und Pneumologie am Universitätsklinikum Heidelberg. Von 2016 bis 2019 war Katus Präsident der Deutschen Gesellschaft für Kardiologie.

## Werdegang
Hugo A. Katus wurde in Steinfeld (Rheinland-Pfalz) geboren und besuchte bis 1962 die dortige Grundschule, 1970 machte er sein Abitur an der Heimschule Lender in Sasbach. Anschließend studierte Katus Humanmedizin an der Universität Heidelberg und schloss im Jahr 1976 ab. Im gleichen Jahr promovierte er zum Thema Myocardiale Anaphylaxie – Veränderungen der Kontraktion und Membraneigenschaften zum Dr. med. Daraufhin begann er seine klinische Tätigkeit als Assistenzarzt in der Inneren Medizin III (Kardiologie) des Universitätsklinikums Heidelberg unter der Leitung von Wolfgang Kübler. Als Stipendiat der Deutschen Forschungsgemeinschaft (DFG) verbrachte Katus von 1978 bis 1980 einen Forschungsaufenthalt am Massachusetts General Hospital der Harvard Medical School in Boston, wo er sich im Labor von Edgar Haber erstmals mit neuen Enzym-Markern zur Herzinfarktdiagnostik beschäftigte. Nach seiner Rückkehr setzte er seine Forschung und seine klinische Ausbildung am Universitätsklinikum Heidelberg fort, wo er 1987 habilitierte. 1996 erhielt er einen Ruf für eine C4-Professur für Innere Medizin am Universitätsklinikum in Lübeck, verbunden mit der ärztlichen Leitung der Med. Klinik II (Kardiologie, Angiologie, Pneumologie, Hämostaseologie, Psychosomatik). Von 2002 bis 2020 war Katus Ärztlicher Direktor der Klinik Innere Medizin III (Kardiologie, Angiologie, Pneumologie) und Zentrumssprecher der Medizinischen Klinik am Universitätsklinikum Heidelberg. Zudem war er von 2016 bis 2019 Präsident der Deutschen Gesellschaft für Kardiologie – Herz und Kreislaufforschung e. V. (DGK). Katus leitete Forschungsverbünde wie das Genomforschungsnetz, gründete die Akademie der Deutschen Gesellschaft für Kardiologie (DKG) als Säule der ärztlichen Fortbildung und ist Herausgeber der Fachzeitschrift Clinical Research in Cardiology. Hugo Katus ist verheiratet und hat zwei erwachsene Kinder. Außerhalb der Klinik engagiert er sich im Rotary Club Heidelberg-Neckar.

## Akademisches Wirken und Verdienste
Katus identifizierte das kardiale Troponin T und entwickelte zusammen mit der Firma Boehringer Mannheim (heute Roche Diagnostics) ein Messverfahren zur quantitativen Bestimmung in Form eines Immun-Assays. Aufgrund der verbesserten Genauigkeit und Empfindlichkeit wurde der Troponin-Test von den kardiologischen Fachgesellschaften in Europa und in den USA zum Goldstandard der Infarktdiagnostik erklärt und ermöglichte die Definition des sogenannten Nicht-ST-Hebungsinfarkts (NSTEMI).  In Heidelberg wurde unter seiner Leitung 2004 die erste „Chest Pain Unit“ in Europa – heute Standard in der Erstversorgung von Herzinfarktpatienten – sowie 2012 die deutschlandweit erste „Advanced Heart Failure Unit“, eine Station speziell für Patienten mit fortgeschrittener Herzschwäche, eingerichtet.
Bei der feierlichen Übergabe des Bronzeportraits Ludolf von Krehls an die Klinik im Jahr 2017 erklärte Hugo Katus, dass trotz des enormen medizinischen Fortschritts und methodischem Hightech das Anliegen Krehls, den kranken Menschen und nicht nur die Krankheit zu sehen, nach wie vor geübte Praxis der Klinik sei.

## Schriften
- Hugo A. Katus: Myocardiale Anaphylaxie. Veränderungen der Kontraktion und Membraneigenschaften, Dissertationsschrift Universität Heidelberg, 1976.
- Hugo A. Katus: Diagnostik und Größenbestimmung des akuten Myokardinfarktes durch antikörperabhängige Messverfahren, Habilitationsschrift Universität Heidelberg, 1988.
- Hugo A. Katus und Thomas Müller-Tasch, Lutz Frankenstein, Nicole Loßnitzer, Dieter Schellberg, Manfred Nelles, Christian Zugk, Jana Jünger, Bjoern-Andrew Remppis, Wolfgang Herzog: Panic disorder in patients with chronic heart failure, In: Journal of psychosomatic research 64(2008), 3, S. 299–303.
- Hugo A. Katus und Benjamin Meder, Ioana Barb: Broken Heart. Wenn Frauenherzen brechen. In: Ruperto Carola Forschungsmagazin, Heidelberg, Nr. 10 (2017): Frau&Mann, S. 67–73. Digitalisat
- Hugo A. Katus und Christian Hamm, Ralf Zahn (Verfasser)(2018): Vierte Definition des Myokardinfarkts. Grünwald: Börm Bruckmeier.

## Ehrungen
- 1995: Innovationspreis der Deutschen Wirtschaft (Troponin T)
- 1997: Arthur-Weber-Preis der Deutschen Gesellschaft für Kardiologie
- 1999: Franz-Loogen-Preis der Gesellschaft für Herz-Kreislauf Forschung Essen
- 2006: Award to outstanding contribution to Clinical Chemistry der American Society of Clinical Chemistry
- 2009: Innovationspreis der BioRegion Deutschland
- 2011: Paul Morawitz Preis der Deutschen Gesellschaft für Kardiologie
- ab 2014: Highly Cited Scientist im Thomson Reuters Science Report
- 2019: Gold Medal der European Society of Cardiology
- 2023: Carl-Ludwig-Ehrenmedaille[13]
- 2023: Verdienstorden des Landes Baden-Württemberg[14]
- 2024: Ehrendoktorwürde der Universität Uppsala[15]

## Videoclip
- YouTube: Hugo Katus: Deutscher Herzbericht 2018, (11:47 Min.), abgerufen am 28. März 2020.